# Perizoma coeruleopicta
Perizoma coeruleopicta là một loài bướm đêm trong họ Geometridae.